# Rosso ammonitico
Si dà il nome di rosso ammonitico ad una litofacies diffusa in Italia nelle Alpi meridionali, nell'Appennino umbro-marchigiano e nell'Appennino meridionale fino alla Sicilia, di ambiente pelagico. Il termine rosso ammonitico è generalmente preferito dagli autori italiani, mentre il termine ammonitico rosso è caratteristico degli autori svizzeri e in generale di lingua tedesca, ed è il più usato nella letteratura geologica internazionale.

## Descrizione

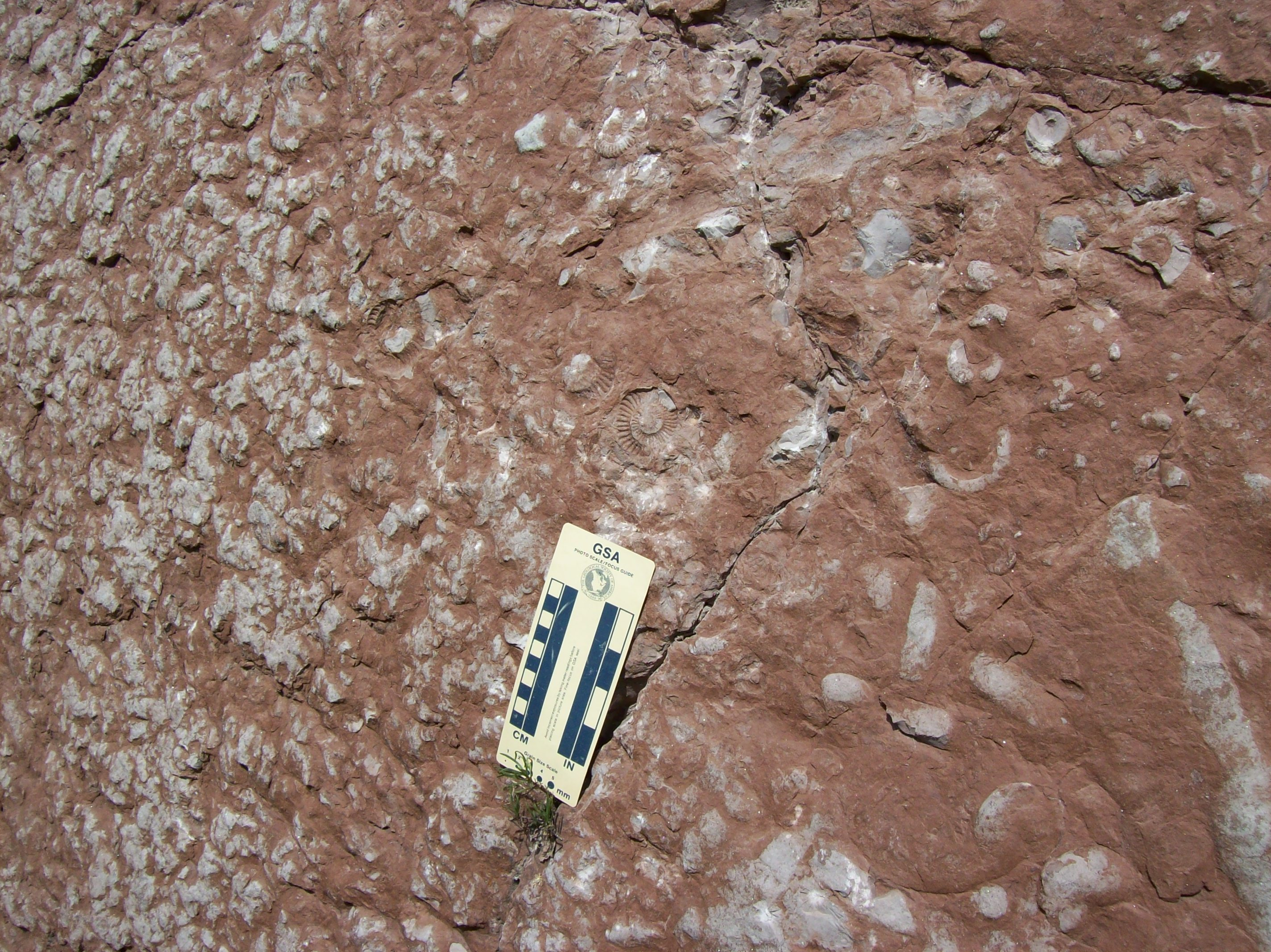
Calcare marnoso nodulare in facies di rosso ammonitico. (Domeriano, alta Brianza). Si tratta di una superficie di strato in cui sono ben visibili i noduli carbonatici (più chiari) immersi in una matrice marnosa rossastra. Sono visibili anche diverse impronte e resti corrosi di ammoniti (generi Dactylioceras e Arieticeras lato sensu).

Si tratta di calcari e calcari marnosi mal stratificati, con tessitura nodulare, caratterizzati generalmente (anche se non necessariamente) da una notevole frequenza di ammoniti fossili, e dal colore rosso o rosato (ma sono frequenti anche toni violacei e verdi) a causa dell'ossidazione del ferro (Fe3+). I noduli formano allineamenti irregolari e sono sovente deformati e appiattiti nel senso della stratificazione. Possono essere molto addensati, fino a compenetrati, con superfici stilolitiche che si sviluppano sia internamente ai noduli sia tra i singoli noduli. I noduli hanno generalmente limiti netti, colore più chiaro e un elevato tenore in carbonato di calcio, sotto forma di calcite, e appaiono "fasciati" da una matrice marnoso-argillosa di colore più scuro.

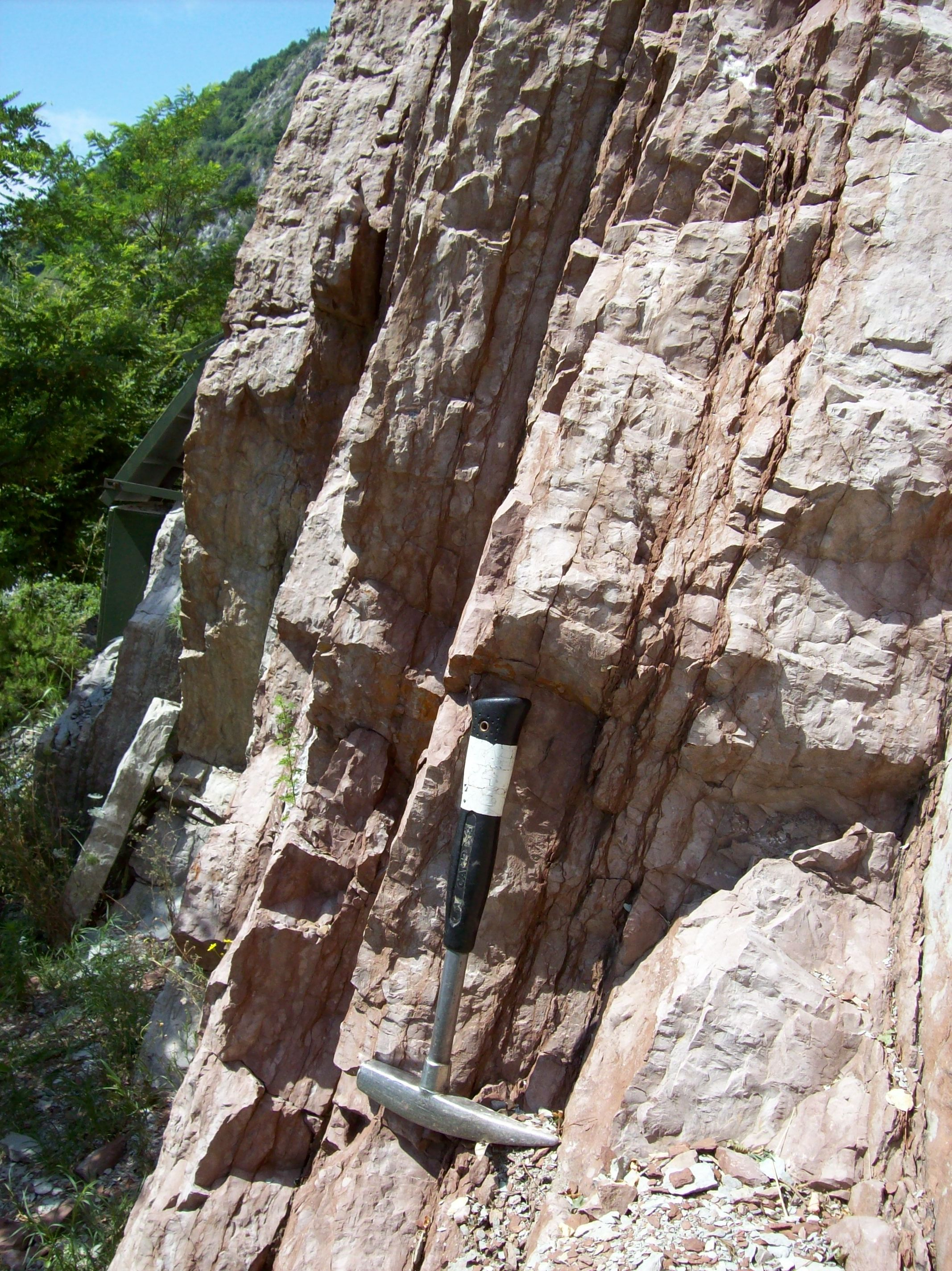
Tipica facies di rosso ammonitico dal Domeriano (Giurassico inferiore) dell'alta Brianza (Cesana Brianza). Calcari marnosi nodulari di colore rossastro, rosato o verdastro, in strati di spessore variabile da pochi centimetri ad alcuni decimetri

I fossili (solitamente ammoniti, ma anche nautiloidi, rostri e fragmoconi di belemniti, bivalvi pelagici del genere Bositra, articoli e piastre di crinoidi) si presentano spesso deformati e corrosi. I cefalopodi (ammoniti, nautiloidi e belemniti) sono nella maggior parte dei casi allo stato di modelli interni, privi della parete della conchiglia aragonitica, dissolta in fase diagenetica post-deposizionale (vedi paragrafi relativi alla genesi dei questi sedimenti).

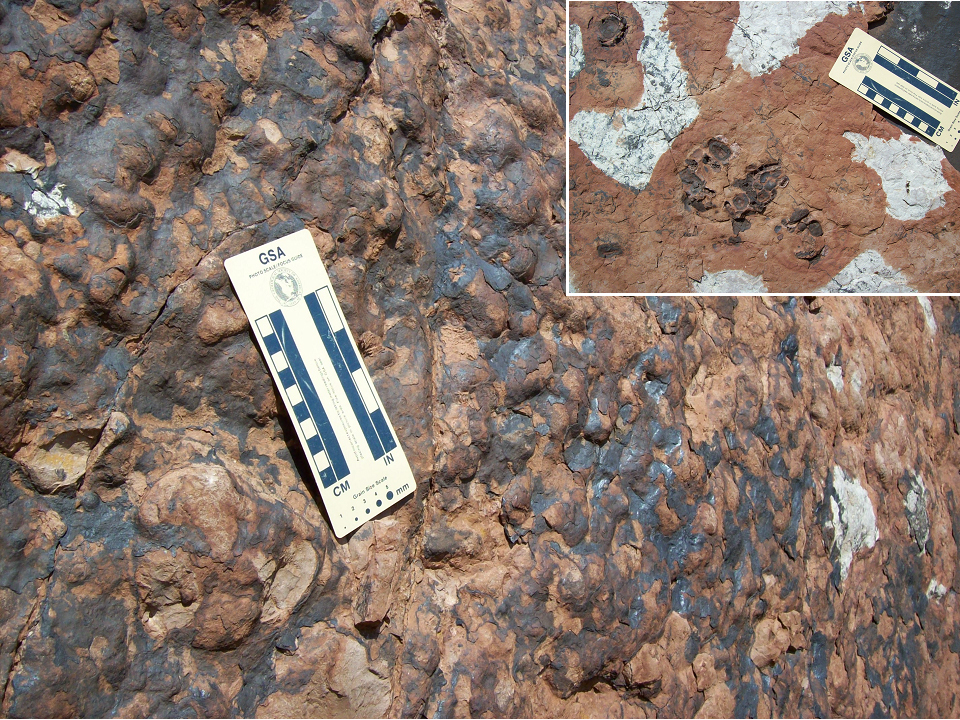
Superficie di strato in calcari del Rosso Ammonitico Lombardo, caratterizzata da patine e incrostazioni di ferro e manganese. Nel riquadro in alto a destra, sono visibili veri e propri noduli polimetallici a struttura concentrica. Queste strutture sono tipiche di sezioni condensate in corrispondenza di paleo-alti pelagici. Giurassico Inferiore terminale (Toarciano superiore-Aaleniano) dell'alta Brianza

I livelli in facies di rosso ammonitico sono spesso interessati da superfici indurite con abbondanti strutture di bioturbazione e presenza di noduli e patine ferro-manganesifere e fosfatiche. Questi livelli, definiti hardgrounds nella letteratura geologica, costituiscono superfici di dissoluzione del carbonato e di mancata deposizione dei sedimenti segnando la presenza di lacune-tempo anche cospicue. Le facies di rosso ammonitico sono spesso un classico esempio di serie condensata, cioè una serie che in uno spessore ridotto di roccia esprime una sedimentazione di lunga durata. Talora per i fenomeni descritti fossili riferibili a periodi geologici differenti si trovano mescolati nel sedimento (es. Rosso Ammonitico veronese o veneto). Invece nel Rosso Ammonitico lombardo e umbro-marchigiano, risalente al Toarciano, malgrado l'esigua potenza dell'unità, nelle successioni di strati centimetrici marnosi e argillosi, interpretabili anche come sedimentazione rallentata, si possono distinguere bene le zone biostratigrafiche, correlabili con le coeve zone standard europee.

## Genesi
Per le sue peculiarità, la genesi delle facies di rosso ammonitico va considerata sia dal punto di vista deposizionale (cioè delle modalità di sedimentazione) che dal punto di vista diagenetico (cioè delle trasformazioni avvenute posteriormente alla sedimentazione, con il seppellimento dei depositi).

### Modelli deposizionali

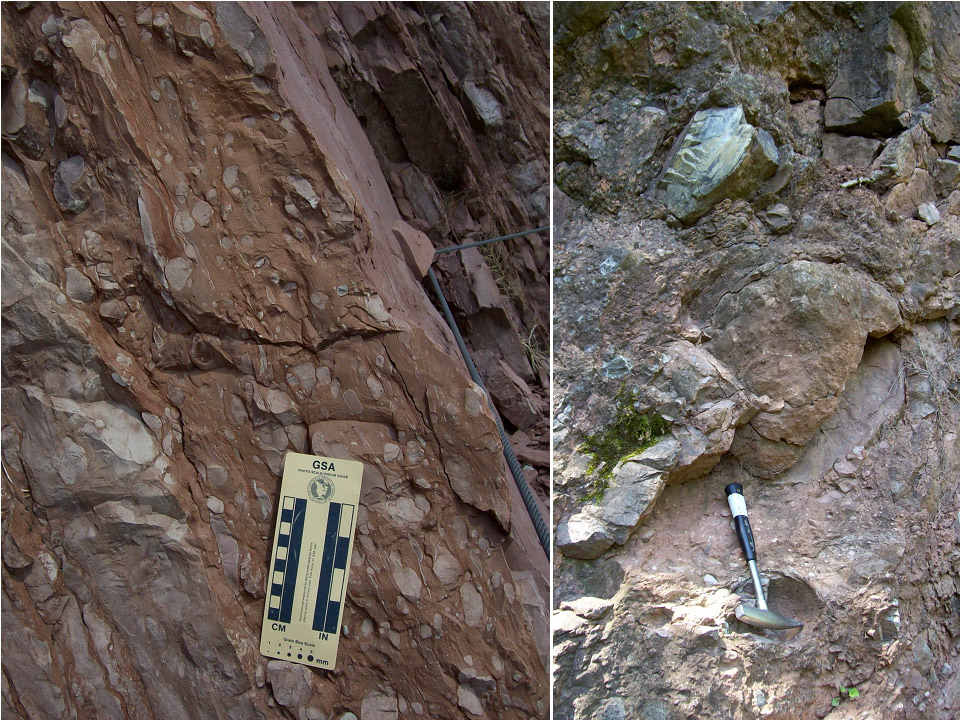
Livelli risedimentati entro facies di rosso ammonitico. A sinistra: livello di brecce con clasti intra-formazionali e noduli rimaneggiati immersi in abbondante matrice marnosa rossa, in livelli del Domeriano. Il livello si distingue nettamente da quelli sottostanti e soprastanti (non rimaneggiati) per l’assetto caotico. A destra: livello di megabreccia dello spessore di diversi metri che interessa livelli di rosso ammonitico di età toarciana. In questo caso si tratta di clasti di origine sia intra-formazionale che extra-formazionale (da formazioni più antiche, come il Calcare di Domaro), “imballati” entro una matrice marnosa rossa. Questi livelli si sviluppano al margine di un paleoalto, in ambiente pelagico, per franamenti successivi in seguito ad attività tettonica. Alta Brianza (Lombardia).

Questo tipo di sedimento si è deposto ad una profondità probabilmente superiore ai 200 metri, ma inferiore alla profondità di compensazione dei carbonati (CCD, dall'inglese: carbonate compensation depth), oltre la quale si realizzano condizioni di temperatura e pressione per le quali il carbonato di calcio passa in soluzione nelle acque e non si sedimenta.
Sono depositi tipici di altifondi pelagici, in condizioni di buona ossigenazione e quindi di ricambio delle acque, per le evidenze di ambiente ossidante fornite dalla presenza di ossidi di ferro e l'assenza di caratteri anossici. Si trovano di frequente in aree caratterizzate da tettonica distensiva, con alternanza di paleo-alti relativamente stabili (sui quali si deponevano serie condensate, tra cui spiccano i depositi di rosso ammonitico) e bacini ad elevata subsidenza, nei quali si deponevano sedimenti torbiditici. I sedimenti originari erano fanghi calcarei con componente detritica di origine prevalentemente biologica, da resti di organismi. Questi ultimi sono di solito dispersi nel sedimento, anche se localmente possono raggiungere un notevole addensamento. Dal punto di vista petrografico abbiamo prevalenti mudstones e wackestones, meno frequentemente packstones bioclastici.
Ai depositi carbonatici in facies di rosso ammonitico possono talora essere intercalati livelli di areniti, conglomerati e brecce più o meno grossolani contenenti clasti extra e intra-formazionali (cioè provenienti da formazioni circostanti o dalla stessa formazione) rimaneggiati, legati alla presenza di faglie sin-deposizionali. Possono essere presenti anche strutture deposizionali interpretate come laminazioni da onda e da corrente, che rappresentano depositi torbiditici a granulometria fine, o depositi da tempesta.
La presenza di hardgrounds e le frequenti lacune stratigrafiche sono spiegabili con una posizione al limite della CCD e nella fascia di oscillazione relativa della superficie di compensazione dei carbonati: in queste condizioni l'aumento dell'attività sin-sedimentaria delle faglie di bordo dei paleo-alti poteva portare facilmente ad uno sprofondamento locale del piano di sedimentazione al di sotto della CCD, con dissoluzione e assenza di deposizione che si poteva protrarre per qualche tempo fino ad un nuovo mutamento del quadro strutturale e deposizionale. La CCD poteva probabilmente anche alzarsi o abbassarsi per cause connesse alla circolazione oceanica e atmosferica.
Secondo altri modelli, un abbassamento eustatico del livello marino (come ad esempio quello riscontrabile nel Toarciano superiore) poteva causare la diminuzione improvvisa del battente d'acqua, portando il sedimento entro il raggio di influenza delle onde di tempesta e delle correnti oceaniche superficiali, che potevano asportare in tutto o in parte il sedimento micritico e impedire la sedimentazione per un certo periodo di tempo.
I modelli deposizionali sono quindi tutt'altro che univoci e difficilmente generalizzabili, ma vanno considerati nell'ambito quadro stratigrafico e deposizionale locale cui si riferiscono.

### Modelli diagenetici
Analoga incertezza ha regnato a lungo per quanto riguarda l'origine diagenetica di queste facies, che verteva soprattutto sulla tempistica relativa degli eventi. Le ipotesi di letteratura sono riconducibili a due modelli fondamentali: 
- dissoluzione sottomarina selettiva del sedimento non ancora seppellito, con concentrazione del residuo insolubile nella matrice;
- dissoluzione e riprecipitazione in fase diagenetica, dopo il seppellimento dei depositi.

Il secondo modello è quello attualmente più seguito dagli autori. Le facies in esame sembrano essere state prodotte da fenomeni di dissoluzione e riprecipitazione in fase di diagenesi precoce (cioè poco dopo la deposizione). Durante il seppellimento, il peso dei sedimenti avrebbe causato la dissoluzione parziale del carbonato. Il processo di dissoluzione era selettivo, poiché la componente aragonitica (legata ad esempio alla conchiglia delle ammoniti) passa in soluzione prima della calcite. Il carbonato riprecipitava negli interstizi del sedimento in forma di calcite e cresceva in maniera esclusiva, colmando i vuoti e formando i noduli, mentre i residui insolubili argillosi e metallici venivano "spinti" da parte e andavano a formare la matrice. L'accentuarsi del carico di sedimento deformava poi i noduli, mentre il processo di dissoluzione da pressione poteva arrestarsi oppure proseguire fino all'addensamento dei noduli e alla compenetrazione delle superfici nodulari, spesso con formazione di superfici stilolitiche.

Condizioni ambientali durante la deposizione delle facies di Rosso Ammonitico durante il Giurassico e habitat di forme di ammoniti tipiche al margine nord-tetidiano. Sintesi da vari studi: principalmente Donovan in House et al. (1981). In questo schema i generi citati sono esemplificativi (si riferiscono a forme in parte non contemporanee)
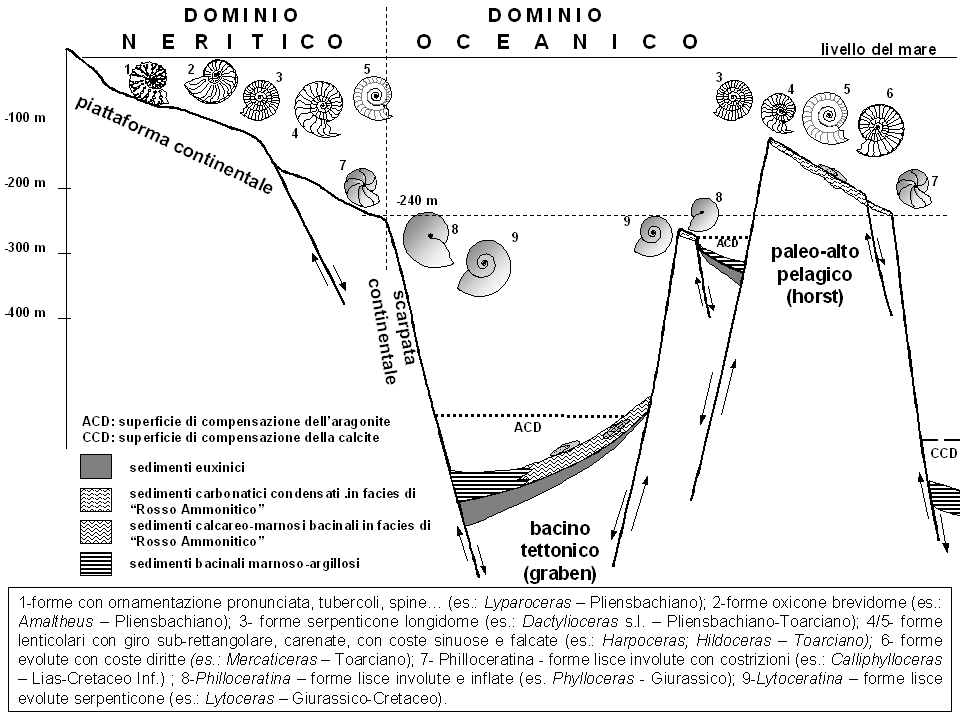
Ricostruzione schematica delle condizioni paleobatimetriche e deposizionali delle facies di Rosso Ammonitico nel Giurassico Inferiore (Pliensbachiano-Toarciano).
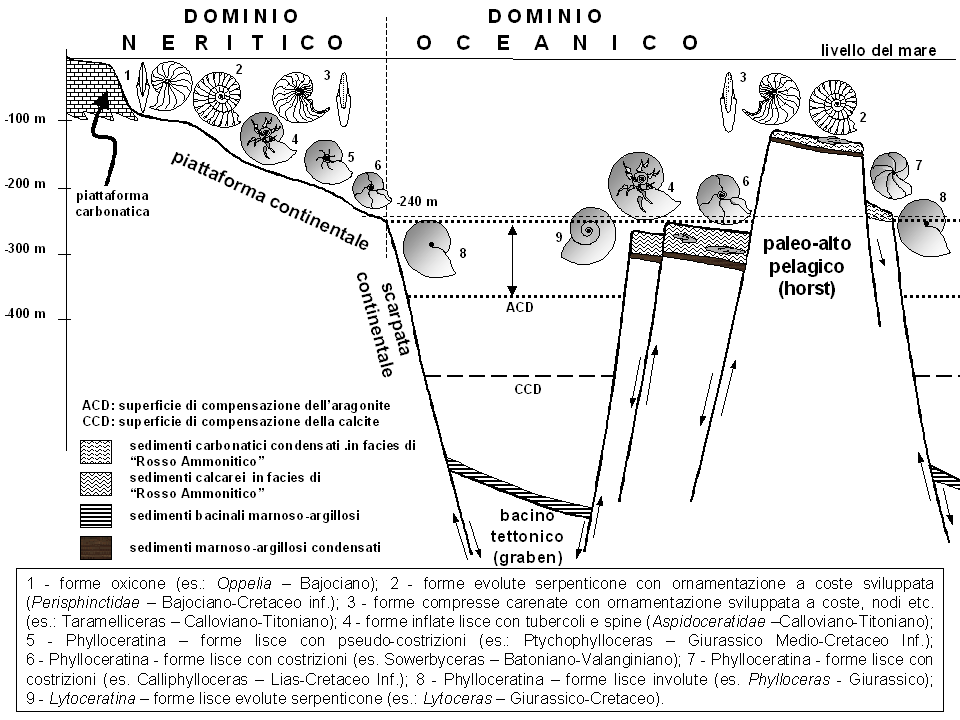
Schema che illustra le condizioni paleobatimetriche e deposizionali delle facies di Rosso Ammonitico nel Giurassico Medio-Superiore.

## Diffusione areale e stratigrafica

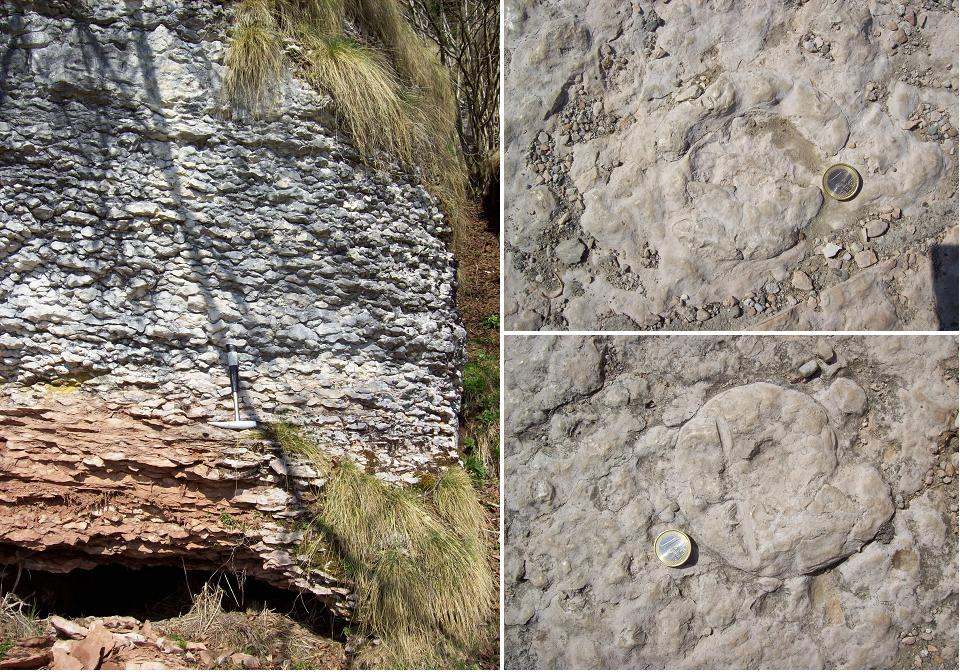
Calcare nodulare in facies di rosso ammonitico. (Oxfordiano-Titoniano, ValBrenta, dintorni di Bassano del Grappa). Sinistra: affioramento in cui è visibile l'aspetto fortemente nodulare della formazione. Destra: superficie di strato con ammoniti alterate e corrose (genere Aspidoceras).

Nelle principali serie stratigrafiche alpine e appenniniche, il rosso ammonitico si è depositato durante un intervallo di tempo che va dal Triassico medio al Giurassico superiore. I momenti di massima diffusione di questo tipo di facies sono però di gran lunga la parte terminale del Giurassico inferiore e basale del Giurassico medio, corrispondente ai piani stratigrafici Toarciano e Aaleniano (l'orizzonte più caratteristico è il Rosso Ammonitico Lombardo), e il Giurassico medio-superiore (il tipico Rosso Ammonitico Veronese costituisce l'orizzonte più recente, con età che vanno dal Bajociano al Titoniano inferiore, pur con ampie lacune interne per assenza di sedimentazione).

Facies di rosso ammonitico tipico, pur essendo particolarmente diffuse in Italia, si trovano in tutta la parte sud-europea della "cintura alpina", ovvero la fascia di catene montuose, originate dalla collisione tra i margini delle masse continentali di Laurasia e Gondwana, che costituiscono la "linea di sutura" dell'antico oceano della Tetide, dalla Spagna meridionale alle catene dinarica e carpatica (Serbia e Bulgaria), alla Grecia e alla Turchia, fino alla catena himalayana. La diffusione di questi sedimenti appare legata a momenti di spiccata espansione degli oceani e a periodi di "stazionamento alto" (highstand) del livello marino, con scarsità di apporti terrigeni dalle aree continentali. Nel Triassico superiore e nel Giurassico, la presenza di queste facies è in stretta relazione con l'espansione del dominio oceanico della Neo-Tetide e con la conseguente frammentazione e scomposizione dei margini continentali europeo e africano. 

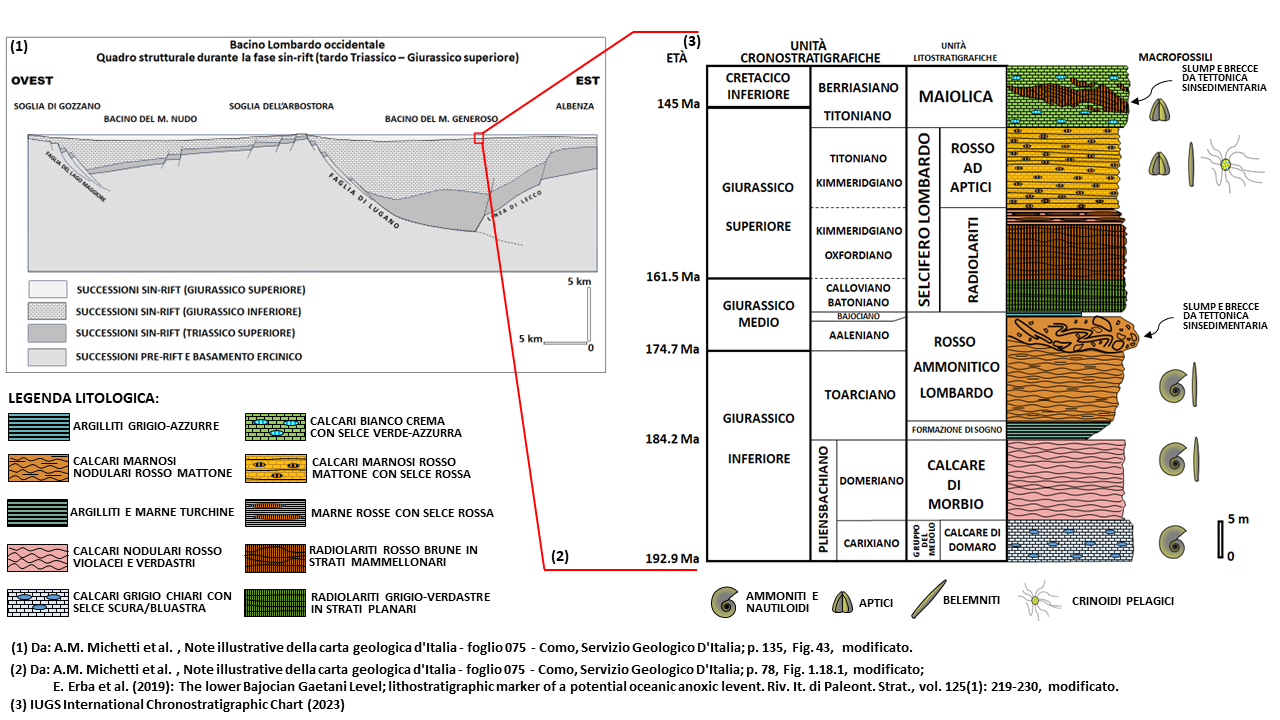
Successione sin-rift giurassica del Bacino Lombardo occidentale (area Alta Brianza). Le facies di Rosso Ammonitico, corrispondenti al Calcare di Morbio e al Rosso Ammonitico Lombardo (Domeriano-Aaleniano) sono caratterizzate da calcari nodulari in cui prevalgono le tinte del rosso.

 Di quest'ultimo faceva sostanzialmente parte la microplacca Adria, che costituiva il dominio sudalpino-appenninico ancestrale. Nel Giurassico medio e superiore, nei contesti strutturali a maggiore profondità (al di sotto della CCD) le facies di rosso ammonitico sono in tutto o in parte sostituite da termini litologici con prevalente o forte contenuto di silice di origine biogenica, da radiolari (radiolariti); ad esempio nel Bacino Lombardo abbiamo il Gruppo del Selcifero Lombardo (Radiolariti e Rosso ad Aptici), la cui sedimentazione va dal Bajociano al Titoniano.
Nell'area trentina, che nel Giurassico inferiore-Giurassico medio basale rimane in facies di piattaforma carbonatica con acque basse, facies di Rosso Ammonitico si instaurano a partire dal Bajociano superiore e perdurano almeno fino al Titoniano superiore (Rosso Ammonitico Veronese), suddivisibile in tre unità informali:
- Rosso Ammonitico Inferiore (Bajociano superiore - Calloviano inferiore; localmente fin dall'Aaleniano): calcari grigio-rosati da massivi a debolmente nodulari con ammoniti, belemniti e lamellibranchi pelagici.
- Rosso Ammonitico Medio (tardo Calloviano - Oxfordiano medio): calcari rosso-rosati sottilmente stratificati, nodulari verso l'alto, ricchi di noduli, lenti e liste di selce rossa, con radiolari; ammoniti sono presenti solo verso la sommità.
- Rosso Ammonitico Superiore (Oxfordiano medio - Titoniano superiore). Calcari nodulari, bioclastici, nella parte basale stromatolitici, spesso riccamente fossiliferi (aptici, ammoniti, belemniti, crinoidi, brachiopodi e lamellibranchi pelagici). Le ammoniti divengono alla sommità, verso la transizione con la Maiolica.

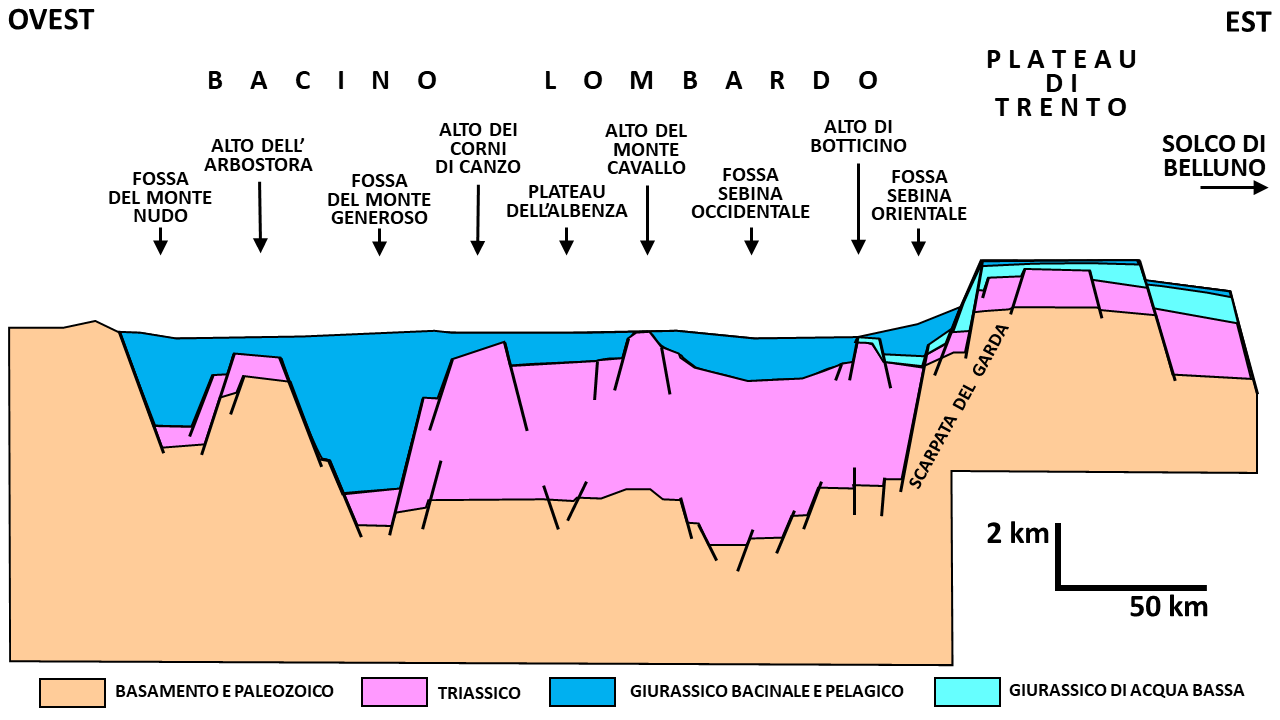
Sezione schematica est-ovest del Bacino Lombardo alla fine del Giurassico. Scale indicative.

Il Rosso Ammonitico Inferiore è in parte l'equivalente delle unità pelagiche e bacinali coeve del Bacino Lombardo, a ovest. Il Rosso Ammonitico Medio, ove presente, appare come l'equivalente laterale delle Radiolariti del Selcifero Lombardo, mentre il Rosso Ammonitico Superiore è equivalente del Rosso ad Aptici, anche se non è osservabile direttamente una transizione laterale tra questi termini in quanto il contatto tra la serie del Bacino lombardo e quella veneto-trentina è costituito da paleofaglie dirette di età giurassica riattivate nelle fasi tettoniche compressive dall'orogenesi alpina, la cosiddetta "Scarpata del Garda".. Verso est (in corrispondenza del cosiddetto "Solco di Belluno"), il Rosso Ammonitico medio e inferiore sono sostituite per la maggior parte (Bathoniano-Kimmeridgiano inferiore) da calcari selciferi (Calcare Selcifero di Fonzaso) ad aptici, in parte torbiditici. Le serie bacinali e pelagiche giurassiche sono infine sostituite lateralmente nell'area friulana da facies di piattaforma carbonatica.

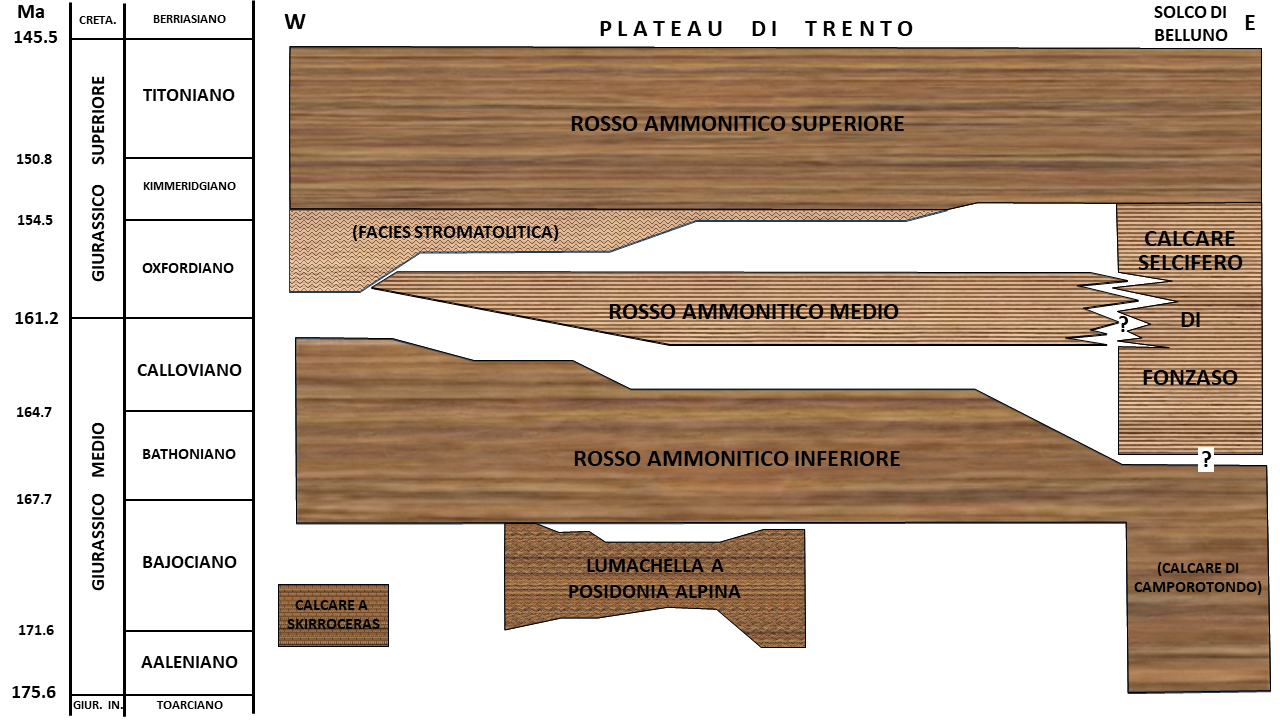
Schema cronostratigrafico del Rosso Ammonitico Veronese e delle unità coeve nell'area trentino-veneta.

Il Rosso Ammonitico dell'Appennino umbro-marchigiano si instaura dal Toarciano inferiore (non basale) al Toarciano superiore e, per la sua eccezionale continuità stratigrafica, ha fornito una grande quantità di ammoniti ben conservati (fossili guida e indicatori biozonali), studiati biostratigraficamente e anche dal punto di vista evolutivo. Nel "Rosso Ammonitico" umbro-marchigiano furono rinvenuti fin dal '500 fossili di ammoniti, figurati in una pregevole incisione, opera di Michele Mercati, eseguita nel 1574. La riproduzione di questi fossili è notevole per l'epoca, perché i fossili (appartenenti a generi istituiti più recentemente: Hildoceras, Hildaites, Mercaticeras, Mesodactylites, Phylloceras e Calliphylloceras) e provenienti dall'area di Monte Petrano  sono riconoscibili e classificabili. Nell'area toscana-ligure le facies di Rosso Ammonitico sono più precoci (Sinemuriano-Pliensbachiano), arrivando fino al Toarciano in Toscana meridionale (Monte Cetona).

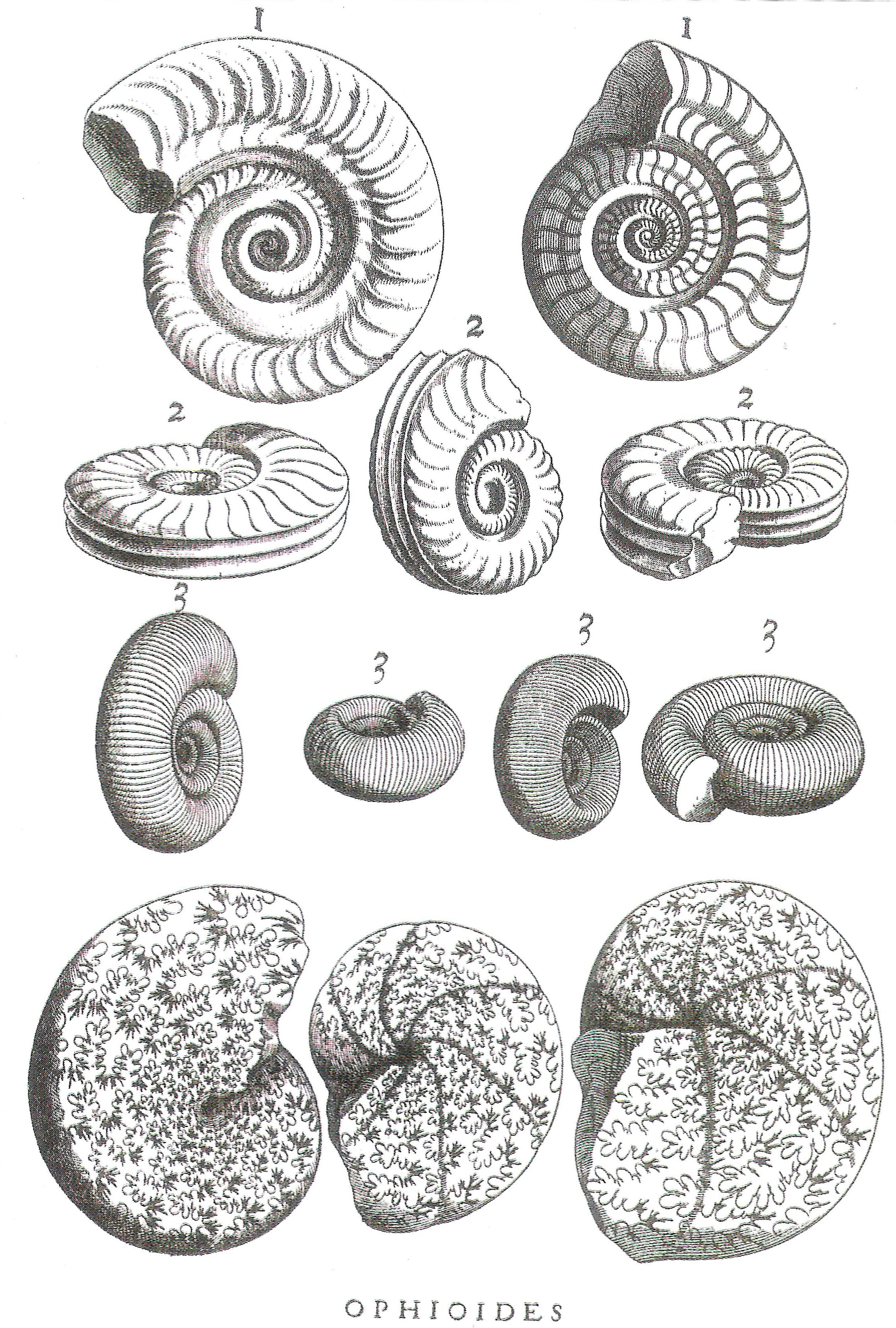
Tavola di Michele Mercati, dalla Metallotheca Vaticana (p.310), con ammoniti del Rosso Ammonitico umbro-marchigiano denominate "ophioides" ("simili a serpenti)

Le facies di rosso ammonitico (così come le facies radiolaritiche) declinano rapidamente alla transizione Giurassico-Cretaceo, sostituite da depositi pelagici a più elevato tenore di carbonato di calcio, per la migrazione della CCD a profondità più elevate, anche se localmente la loro deposizione si prolunga entro il Cretaceo Inferiore, almeno fino all'Hauteriviano inferiore.
Le ragioni di questo evento (ancora oggetto di dibattito fra gli specialisti), sono probabilmente riconducibili sia ad importanti variazioni nelle condizioni di circolazione marino-oceanica e nel chimismo delle acque, collegabili alla frammentazione della Pangea, con l'apertura nord-sud dell'Oceano Atlantico e alla fine del rift della Tetide con la progressiva chiusura di questo dominio oceanico nell'area mediterranea, sia all'esplosione evolutiva degli organismi planctonici a scheletro calcareo (soprattutto i coccolitofori), i quali forniscono la maggior parte del sedimento pelagico carbonatico.
In Italia il termine litostratigrafico successivo ai rossi ammonitici di età giurassica superiore e ai sedimenti coevi è la Maiolica (in tutte le sue espressioni).
Questo tipo di facies, peraltro (calcari nodulari a cefalopodi di colore rosso), è presente anche nel Paleozoico (particolarmente studiate nel Devoniano superiore-Carbonifero inferiore) nord-africano (Algeria e Marocco) ed europeo (Spegna pirenaica e cantabrica, Francia sud-occidentale), Germania settentrionale (Massiccio scistoso renano e Harz), Polonia centro-meridionale, Carso moravo e Alpi Carniche; si tratta di calcari fossiliferi (prevalentemente a cefalopodi) con colorazione, tessitura e strutture sedimentarie assimilabili a quelle dei termini mesozoici, e come questi ultimi appaiono legati a contesti di margine continentale passivo caratterizzati da tettonica sinsedimentaria di tipo distensivo (presenza di episodi di brecce e slump) nel quadro geodinamico della Paleo-Tetide.
 
Il contesto deposizionale è quello di altofondi pelagici ben ossigenati, al limite o entro la zona fotica (presenza di stromatoliti), periodicamente soggetti a correnti di fondo e onde di tempesta, con sezioni a sedimentazione condensata, hard ground e incrostazioni ferro-manganesifere, in cui i fossili di organismi pelagici sono generalmente prevalenti sul benthos, per i quali sono state ipotizzate profondità da alcune decine ad alcune centinaia di metri. La similitudine con gli analoghi mesozoici è tale che per queste facies (già note in nord Africa col termine vernacolare di griottes) sono state coniate nella terminologia scientifica internazionale le espressioni  goniatitico rosso e orthoceratitico rosso (sic), dalla tipologia di cefalopodi fossili contenuti nei sedimenti, per assonanza e nello stesso tempo necessità di distinzione rispetto al classico ammonitico rosso, riferito ora specificatamente al Mesozoico.

## Impiego

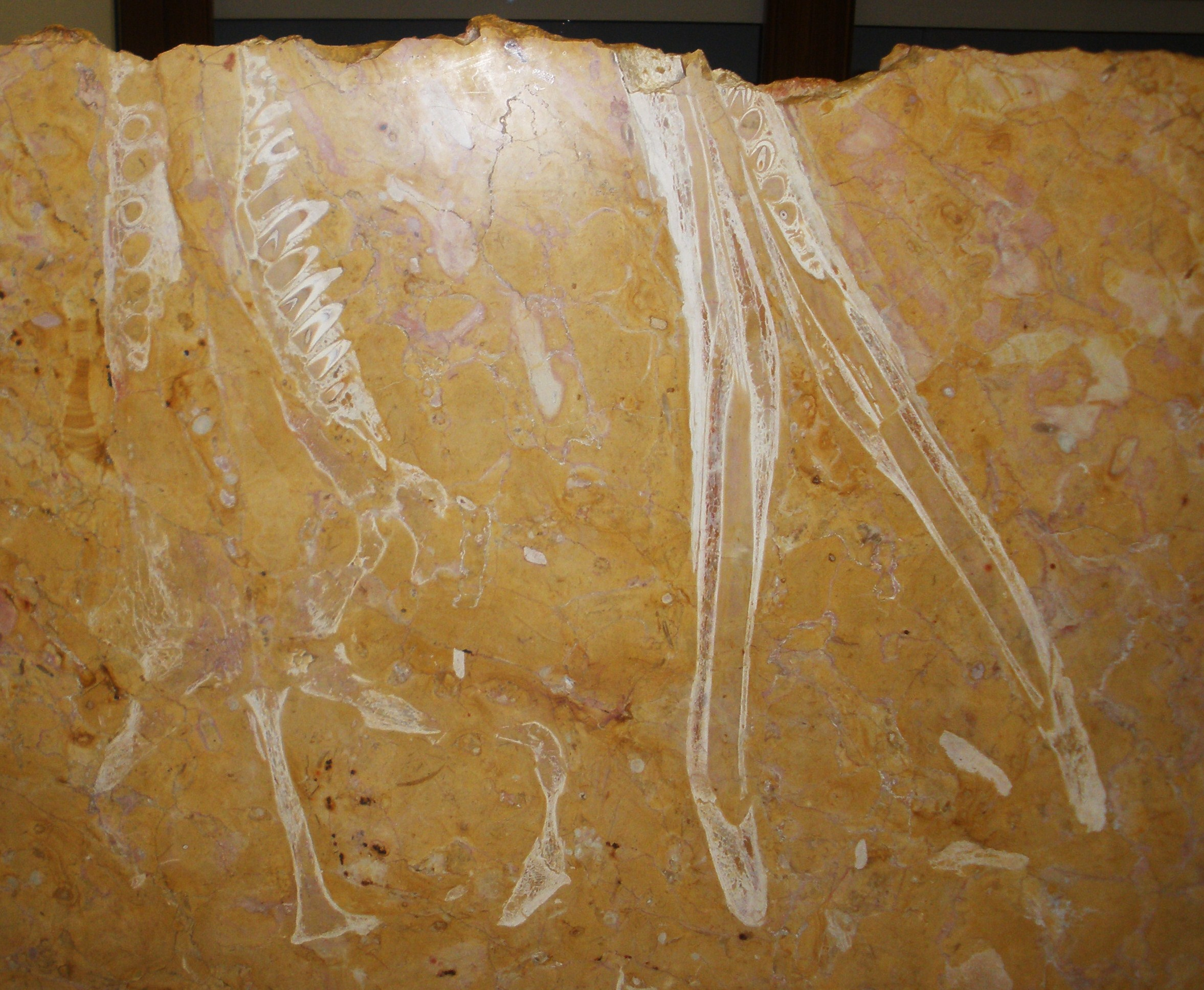
Lastra di rosso ammonitico veronese tagliata che rivelo' la presenza dello scheletro Neptunidraco ammoniticus, un coccodrillo marino giurassico

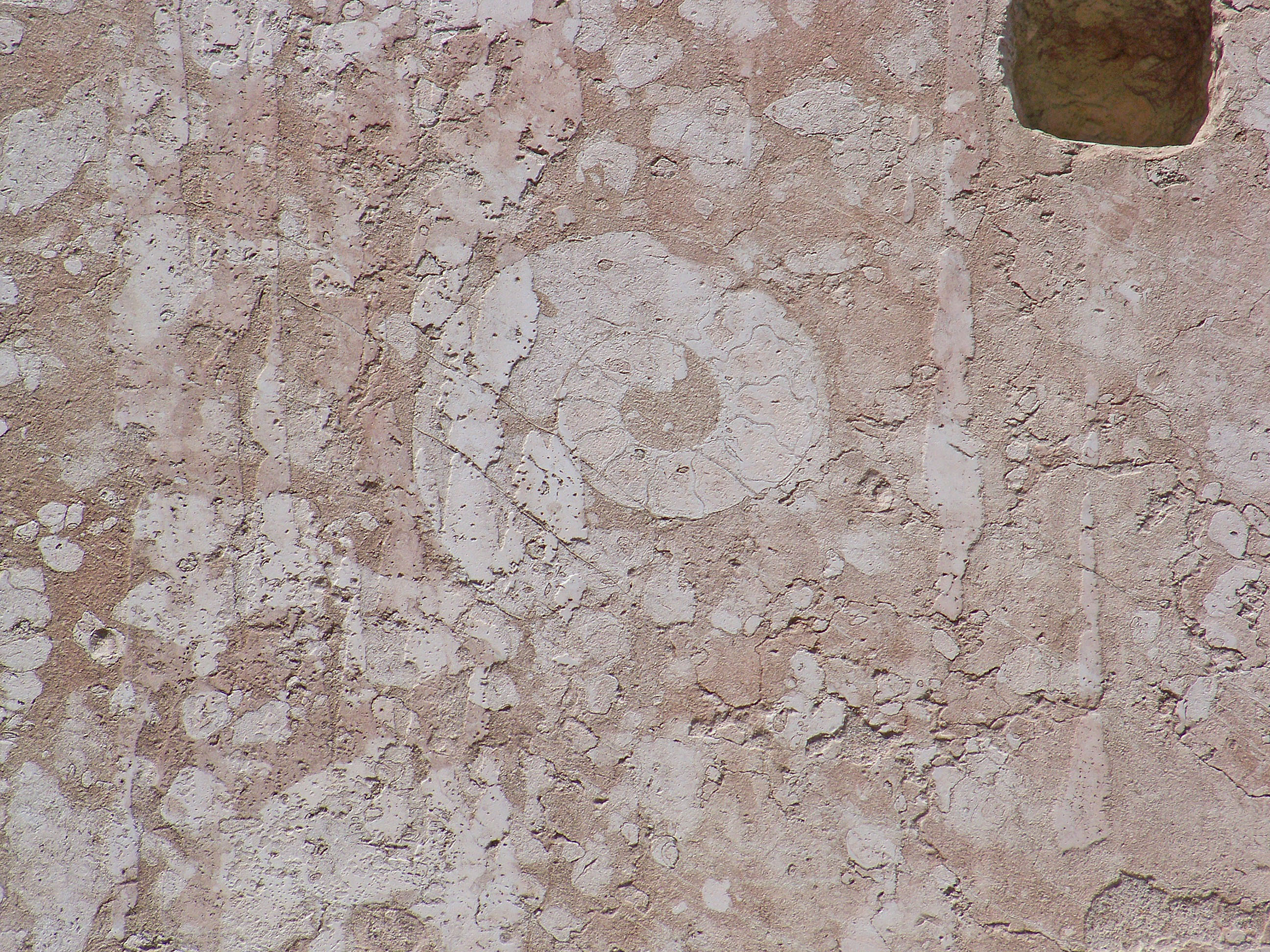
Ammonite visibile in una lastra di rivestimento (in Rosso Ammonitico Veronese) del Battistero di Parma.

Per quanto in passato questo tipo di roccia sia stato spesso utilizzato localmente come pietra da costruzione (un esempio monumentale è costituito dall'Arena di Verona), attualmente la cavatura industriale del rosso ammonitico è soprattutto in funzione del suo utilizzo come pietra ornamentale, sia per interni che per esterni, per la bellezza delle sue sfumature, che vanno dal rosso-violaceo al rosa-corallo, al giallo e al verde. Gli impieghi prevalenti sono nel settore dei pavimenti, ma è utilizzato anche per l'assemblaggio di scale, rivestimenti, colonne, balaustre, stipiti, cornici, caminetti, lavori di scultura. L'utilizzo nell'edilizia dei calcari in facies di rosso ammonitico è legato al tenore in carbonato: più questo è elevato, più migliorano le caratteristiche meccaniche e soprattutto la lucidabilità.
Il Rosso Ammonitico Veronese, in architettura noto come marmo rosso di Verona, è particolarmente adatto agli scopi descritti, e costituisce una notevole risorsa economica per il territorio di origine, con oltre 700 imprese distribuite nelle provincie di Verona, Brescia e Padova. Insieme a quello di Carrara, il distretto produttivo veronese rappresenta il principale polo italiano per la produzione di marmi e agglomerati, e uno dei maggiori e più rinomati a livello internazionale.
Le facies interessate da intensa fratturazione di origine tettonica o con caratteristiche meccaniche/estetiche non ottimali vengono utilizzate per la produzione di pietrisco o pietrame da annegamento (per la costruzione di sbarramenti frangiflutti).
Altre formazioni in facies di rosso ammonitico, come il Rosso Ammonitico Lombardo (calcari marnosi di età liassica superiore), e altre in varie località della penisola, cavate localmente in passato come pietra ornamentale e da costruzione, attualmente non sono più sfruttate per le caratteristiche meccaniche peggiori dovute al tenore di argilla più elevato.

## Note

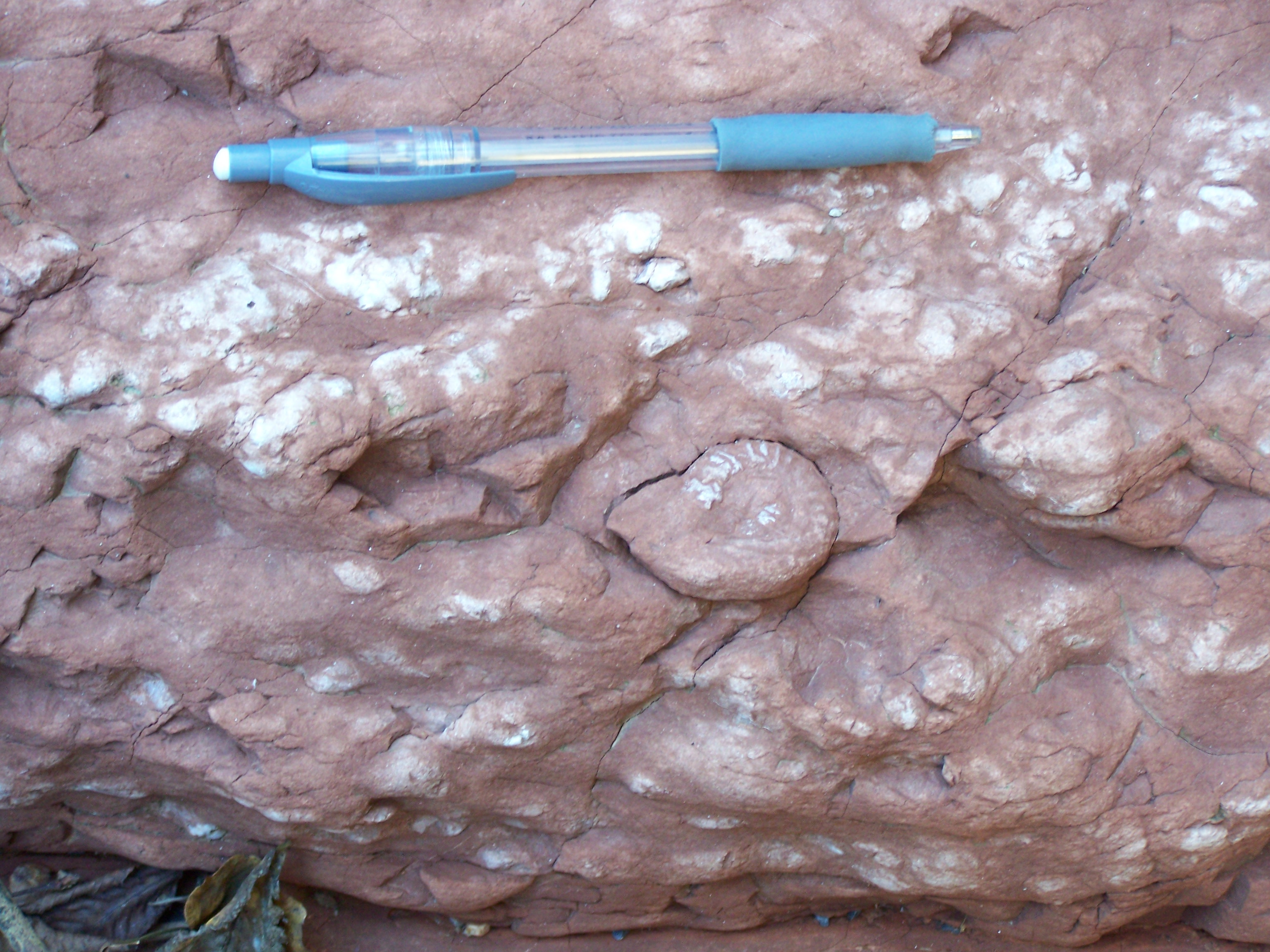
Dettaglio di affioramento di rosso ammonitico marnoso nell'area di Monte San Giorgio, è ben evidente la sua nodularità e, in questo caso, l'assenza di una stratificazione ben definita